# Ato administrativo (contabilidade)
Na Contabilidade, ato administrativo é aquele que não provoca alteração no patrimônio e que, por isso, não precisa ser contabilizado.
Contudo, alguns deles, considerados relevantes e cujos efeitos possam ser traduzidos em modificações futuras no patrimônio da entidade, poderão ser contabilizados através de contas de compensação. Exemplos: admissão de empregados, assinatura de contratos de compra e venda e de seguros, fianças e avais, etc.